# سلالة غانيشا
 بدأت أسرة غانيشا مع راجا غانيشا في عام 1414، من منطقة البنغال في شبه القارة الهندية. بعد أن سيطر راجا غانيشا على البنغال، واجه تهديدًا وشيكًا بالغزو. ناشد غانيشا رجل مسلم قوي يدعى قطب العالم لوقف التهديد. وافق الشيخ على شرط أن يعتنق نجل راجا غانيشا «جادو» الإسلام ويحكم مكانه. وافق راجا غانيشا وبدأ جادو بحكم البنغال باسم جلال الدين محمد شاه في 1415. 

توفي قطب العالم في عام 1416 وشجع ذلك راجا غانيشا على خلع ابنه والعودة إلى العرش باسم دانوجامردانا ديفا. تم إعادة جلال الدين إلى الهندوسية بسبب طقوس البقرة الذهبية. بعد وفاة والده جلال الدين مرة أخرى اعتنق الإسلام وبدأ الحكم مرة أخرى.  حكم شمس الدين أحمد شاه ابن جلال الدين لمدة 3 سنوات فقط بسبب الفوضى ومشاكل سياسية. تشتهر الأسرة الحاكمة بسياساتها الليبرالية بالإضافة إلى تركيزها على العدالة والإحسان. 

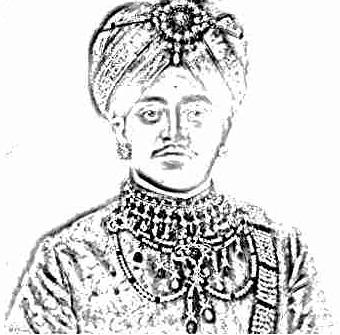
رسمة مبدئية لراجا غانيشا، الحاكم الأول لسلالة غانيشا، على غلاف من أعمال بنغالية تعود إلى أواخر القرن التاسع عشر، راجا غانيش.
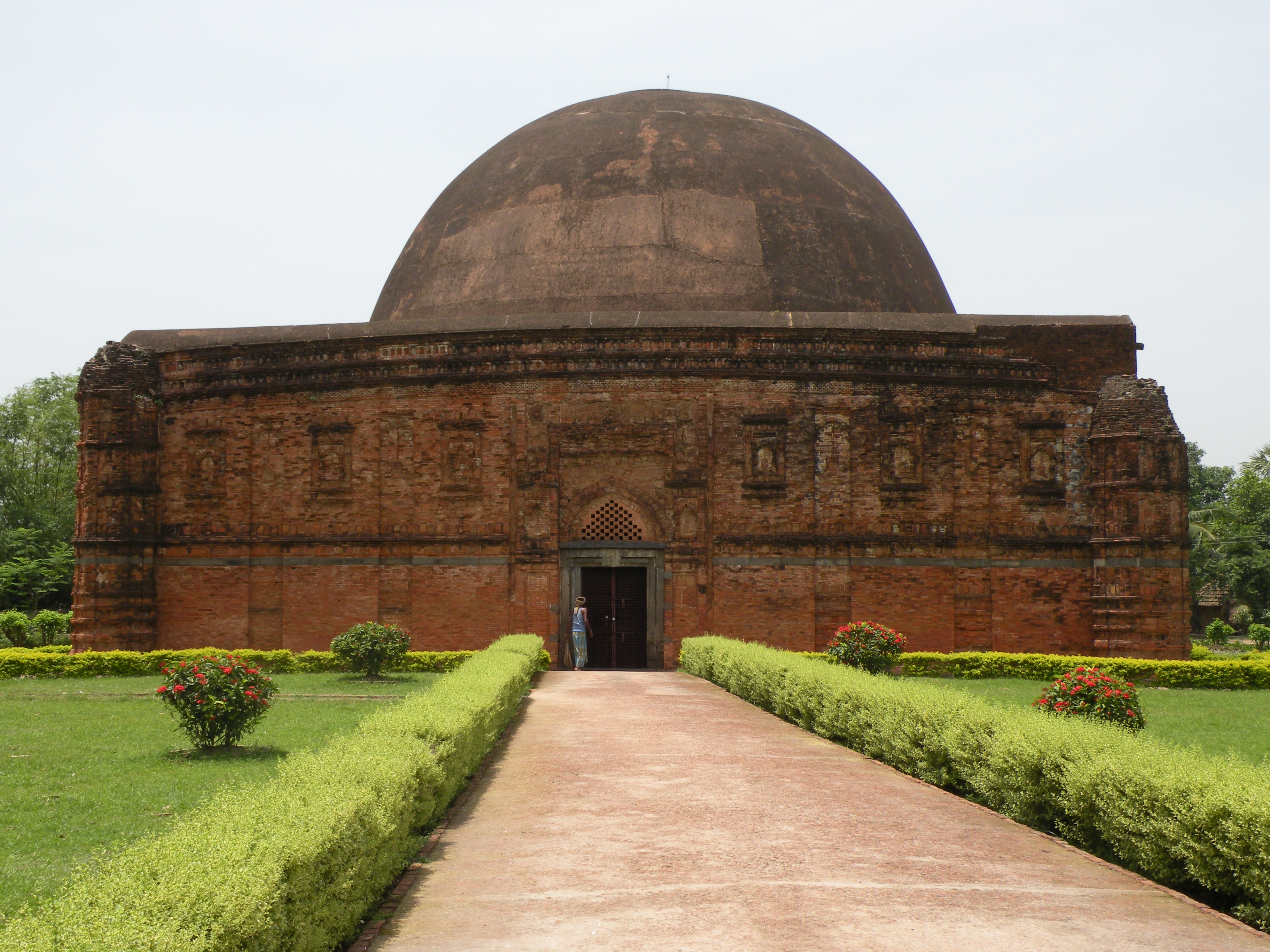
ضريح جلال الدين محمد شاه، الحاكم الثاني لسلالة غانيشا، في غور، البنغال الغربية، الهند.
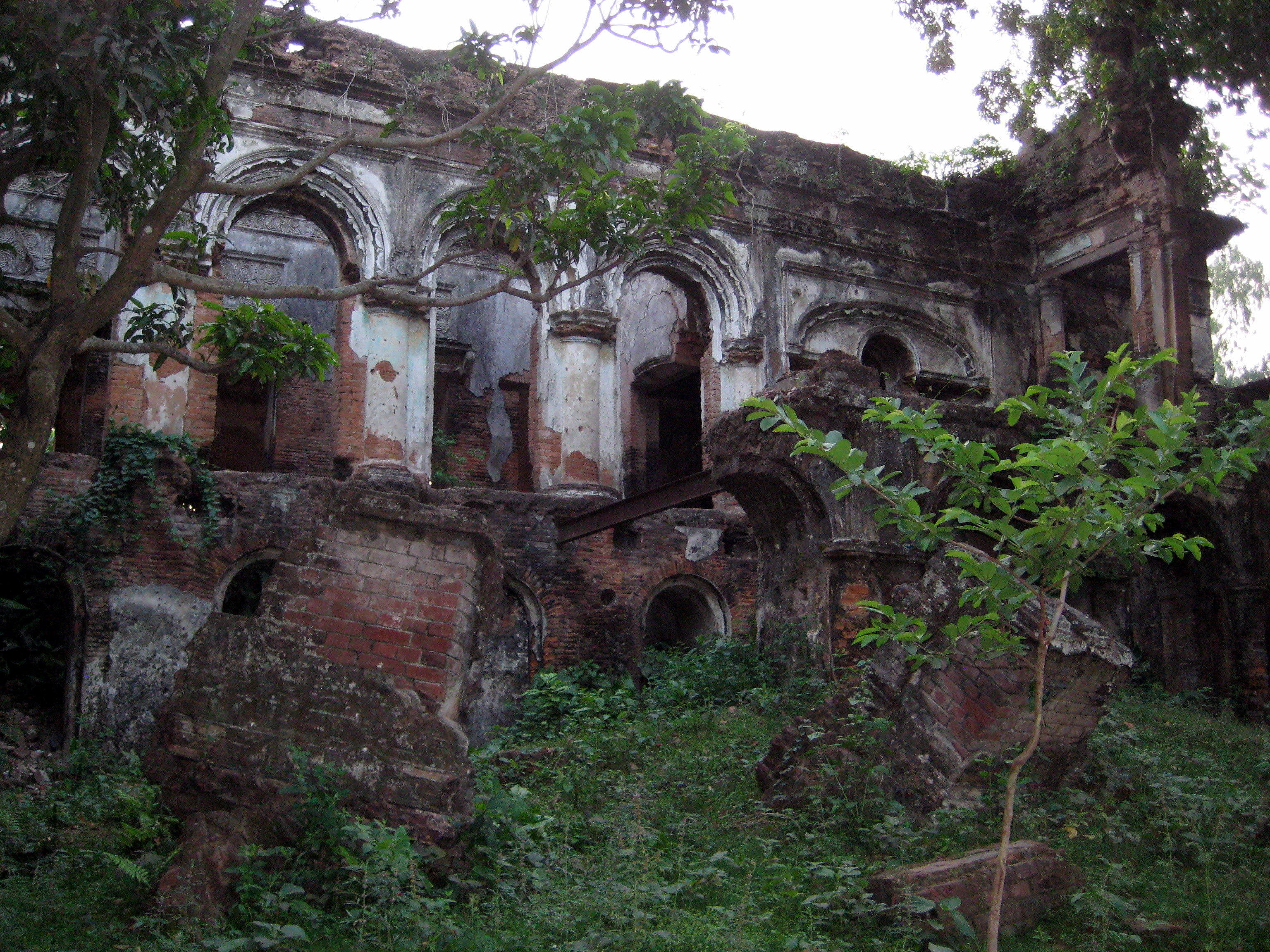
شمس الدين أحمد شاه أطلال في ديناجبور، بنغلاديش، الحاكم الثالث لسلالة غانيشا.